# ليندساي كرافت
ليندساي كرافت (بالإنجليزية: Lindsey Kraft)‏ هي عارضة وممثلة أمريكية، ولدت في 23 يناير 1983 في مانهاست في الولايات المتحدة.

## وصلات خارجية
- ليندساي كرافت على موقع IMDb (الإنجليزية)
- ليندساي كرافت على موقع روتن توميتوز (الإنجليزية)
- ليندساي كرافت على موقع أول موفي (الإنجليزية)
- ليندساي كرافت على موقع قاعدة بيانات الفيلم (الإنجليزية)